# 国際海底機構

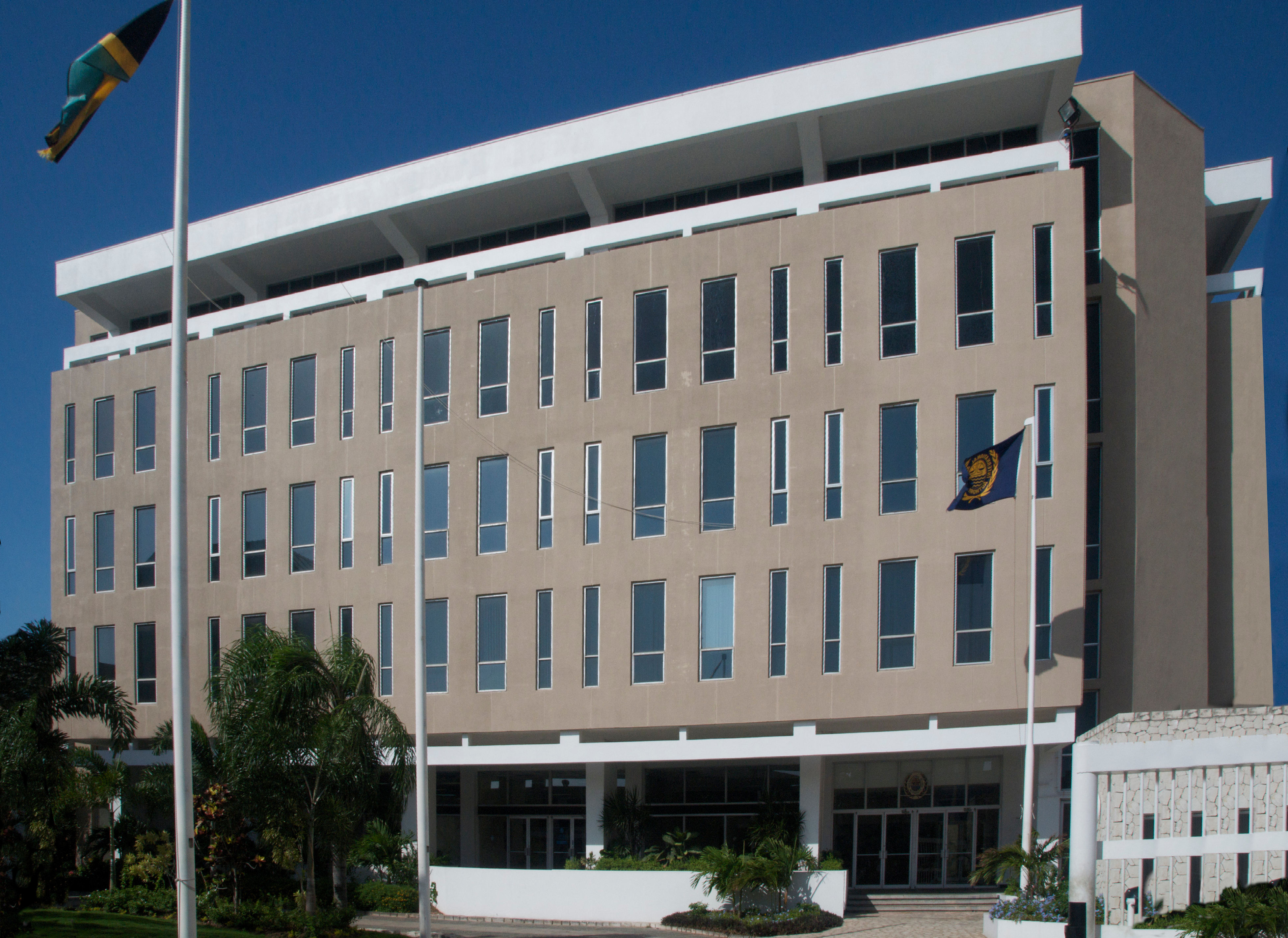
国際海底機構

国際海底機構（こくさいかいていきこう、International Seabed Authority、ISA）は、国連海洋法条約に基づき、同条約のすべての締約国を構成国として、1994年11月16日に設立された国際機関である。

## 概要
事務局は、ジャマイカのキングストンに置かれている。国際海底機構は、国連海洋法条約により人類の共同の財産であると規定された深海底（すべての沿岸国の大陸棚の外側にあっていずれの国の管轄権も及ばない海底及びその下）の鉱物資源の管理を主たる目的としており、国連海洋法条約及び同条約第11部の実施協定の規定に従って、深海底における活動について管理を行う。
国際海底機構が海底の鉱床について探査規則を定め、企業体等が海底機構に探査申請を行い、鉱区が設定される。2014年までにマンガン団塊、熱水鉱床、コバルトリッチクラストの探査規則が制定されている。